# Xutos & Pontapés
Xutos & Pontapés es una banda de rock portuguesa formada en 1978 y que continúa vigente hoy en día, siendo reconocida como uno de los más importantes grupos musicales del país.

## Historia
La historia de la banda comenzó en 1978 en el ensayo final de ese año para la conmemoración de los 25 años del Rock & Roll. Dieron su primer concierto el 13 de enero de 1979, con Zé Leonel en la voz, en la sala Alunos de Apolo.
En 1981 entra a la banda el guitarrista Francis y sale Zé Leonel, asumiendo Tim las funciones de vocalista. En 1983 Francis abandona el grupo, que pasa a actuar con músicos invitados, entre ellos Gui, en el saxofón y João Cabeleira como guitarrista.
Después de producir cuatro discos en la década de los ochenta, el grupo entra en crisis interna y cada uno de sus miembros inicia otros proyectos. Tim integra la banda Resistência; Zé Pedro y Kalu abren el bar Johnny Guitar, y más tarde conforman la banda Jorge Palma, con Flak y Alex, ambos de Rádio Macau.
En 1998 se reencuentran para editar el álbum Tentação, que sirvió como banda sonora del filme homónimo de Joaquim Leitão.
En 1999, con un nuevo aliento, hacen la gira XX Años en Vivo, donde realizan cerca de 80 conciertos. En el año de conmemoración de los 20 años de carrera  se  edita también una compilación de homenaje, titulada XX Años, XX Bandas, con la participación de varias bandas y artistas. En ese año graban también el tema Infierno. En el 2000 graban una versión de la canción Chico Fininho de Rui Veloso, para el álbum de homenaje de los 20 años del estreno de Air Rock.
Xutos & Pontapés fueron condecorados por el presidente de Portugal Jorge Sampaio con la Ordem do Mérito en 2004. En ese mismo año, Xutos dará dos conciertos en el Pabellón Atlántico, en Lisboa, el 8 y 9 de octubre. La canción "O Mundo ao Contrário" del álbum de igual nombre fue escogida para la música oficial del filme Sorte Nula, que cuenta con una breve participación de Zé Pedro como actor.
En el año 2005, la agrupación realizó una gira llamada A tournée dos 3 desejos, en la cual dieron tres series de conciertos, cada cual con una alineación diferente. Al año siguiente, no solo dieron un concierto acústico, para celebrar sus 28 años de carrera, sino que también lanzaron un DVD triple con toda la historia de la banda.
En ese mismo año, Antonio Feio puso en escena un musical titulado Sexta-feira 13, que contenía música de Xutos & Pontapés.
En 2008 fueron invitados para interpretar el tema de solidaridad Pertenecer.
A lo largo del año 2009, será reeditada toda la discografía de la banda. Serán editadas en vinilo y limitadas a 500 unidades, por lo que se convertirán en piezas para coleccionadores.
En septiembre de ese año, los Xutos & Pontapés actúan ante 40 mil espectadores en un estadio del Restelo casi lleno para ver el último concierto de conmemoración de los treinta años de carrera de la banda. Los Pontos Negros y Tara Perdida aseguraron las primeras partes y nombres como Camané, Pacman, Manuel Paulo y Pedro Gonçalves fueron los invitados de la noche.
Después de haber conmemorado los 30 años, los Xutos tiene un regalo más para sus seguidores. En septiembre de 2009 son nominados para los EMA en la categoría de "Mejor Acto Portuguesa", ganando el premio en noviembre de ese año.
En 2012 sale el disco O Cerco Continua con nuevas versiones de canciones del disco Cerco.
En 2014 se lanza el disco Puro, que conmemora los 35 años de la banda.
El 30 de noviembre de 2017 muere el guitarrista y fundador Zé Pedro a los 61 años, víctima de enfermedad hepática.

## Formación

### Miembros actuales
- Zé Pedro (guitarra ritmo) (1978-2017) - Enlace Wikipedia Zé_Pedro
- Kalú (batería) (1978-actualidad)
- Tim (bajo e vocalista) (1978-actualidad)
- João Cabeleira (guitarra solo) (1983-actualidad)
- Gui (saxofón) (1984-1990, 2004-actualidad)

### Miembros pasados
- Zé Leonel (vocalista) (1978-1981)
- Francis (guitarra) (1981-1983)
- Ricardo Delgado (teclado), invitado por Leonel en (1981)

## Discografía
- 78/82 (1982)
- Cerco (1985)
- Circo de Feras (1987)
- 88 (1988)
- Gritos Mudos (1990)
- Dizer Não De Vez (1992)
- Direito ao Deserto (1993)
- Dados Viciados (1997)
- Tentação (1998)
- XIII (2001)
- Mundo ao Contrário (2004)
- Xutos & Pontapés (2009)
- BD Pop Rock Português (Cerco - Nova Gravação) (2011)
- O Cerco Continua (2012)
- Puro (2014)
- Duro (2019)

Discos Ao Vivo
- Xutos & Pontapés Ao Vivo 1988 (1988)
- Ao Vivo  (1988)
- Xutos & Pontapés Ao Vivo Na Antena 3  (1995)
- Sei Onde Tu Estás!(Ao Vivo 2001)  (2002)
- Nesta Cidade  (2003)
- Ao Vivo no Pavilhão Atlântico (2005)
- Estádio do Restelo 2009(Ao Vivo) (2009)
- Ao Vivo No Rock In Rio  (2012)
- Ao Vivo no Rock Tendes Vous(Remasterizado)[Ao Vivo]  (2016)
- Se Me Amas(Acústico)[Ao Vivo] (2016)

Compilações
- Grandes Êxitos  (2013)
- 35  (2014)
- Grandes Êxitos  (2017)
- 40 Anos A Dar No Duro  (2019)
- Grandes Êxitos Vol. II  (2020)